# Міжконтинентальний кубок з футболу 1993
Міжконтинентальний кубок з футболу 1993 — 32-й розіграш Міжконтинентального кубка. У матчі зіграли фіналіст Ліги чемпіонів 1992—1993 італійський «Мілан» та переможець Кубка Лібертадорес 1993 бразильський «Сан-Паулу». Гра відбулася на стадіоні Національному стадіоні у Токіо 15 грудня 1993 року. За підсумками гри титул володаря Міжконтинентального кубка вдруге за свою історію здобув «Сан-Паулу».

## Передісторія
«Мілан» у фіналі Ліги чемпіонів 1992—1993 поступився «Марселю» із рахунком 0:1. Але через корупційний скандал французький клуб був відсторонений від участі у всіх європейських турнірах, і «Мілану» було дозволено зайняти їх місце у матчі за Суперкубок Європи та Міжконтинентальний кубок.

## Команди
| Команда   | Кваліфікація                       | Попередні участі*      |
| --------- | ---------------------------------- | ---------------------- |
| Мілан     | фіналіст Ліги чемпіонів 1992—1993  | 1963, 1969, 1989, 1990 |
| Сан-Паулу | переможець Кубка Лібертадорес 1993 | 1992                   |

* жирним позначено переможні роки.

## Матч
| 15 грудня 1993 15:00 (EEST) |

| Мілан                 | 2:3      | Сан-Паулу                                   |
| --------------------- | -------- | ------------------------------------------- |
| Массаро 48' Папен 81' | Протокол | Пальїнья 19' Тоніньйо Серезо 59' Мюллер 88' |

| Національний стадіон, Токіо Глядачів: 52 275 Арбітр: Жоель Кінью |

| Мілан | Сан-Паулу |

| В             | 1  | Себастьяно Россі      |    |     |
| З             | 2  | Крістіан Пануччі      |    |     |
| З             | 5  | Алессандро Костакурта |    |     |
| З             | 6  | Франко Барезі (c)     |    |     |
| З             | 3  | Паоло Мальдіні        |    |     |
| ПЗ            | 4  | Деметріо Альбертіні   |    | 79' |
| ПЗ            | 8  | Марсель Десаї         |    |     |
| ПЗ            | 7  | Роберто Донадоні      |    |     |
| ПЗ            | 11 | Флорін Редучою        |    | 79' |
| Н             | 9  | Жан-П'єр Папен        | ЖК |     |
| Н             | 10 | Данієле Массаро       |    |     |
| Запасні:      |    |                       |    |     |
| В             | 12 | Маріо Єльпо           |    |     |
| З             | 13 | Мауро Тассотті        |    | 79' |
| З             | 14 | Філіппо Галлі         |    |     |
| З             | 16 | Алессандро Орландо    |    | 79' |
| ПЗ            | 15 | Фернандо Де Наполі    |    |     |
| Тренер:       |    |                       |    |     |
| Фабіо Капелло |    |                       |    |     |

| В            | 1  | Дзетті            |    |     |
| З            | 2  | Кафу              |    |     |
| З            | 3  | Валбер            |    |     |
| З            | 4  | Роналдао (c)      | ЖК |     |
| З            | 6  | Андре Луїс        |    |     |
| ПЗ           | 11 | Тоніньйо Серезо   | ЖК |     |
| ПЗ           | 5  | Доріва            |    |     |
| ПЗ           | 8  | Діньйо            |    |     |
| ПЗ           | 9  | Пальїнья          |    | 64' |
| Н            | 10 | Леонардо          |    |     |
| Н            | 7  | Мюллер            |    |     |
| Запасні:     |    |                   |    |     |
| В            | 12 | Рожеріо Сені      |    |     |
| З            | 13 | Жилмар            |    |     |
| З            | 14 | Гояно             |    |     |
| ПЗ           | 15 | Жуніньйо Пауліста |    | 64' |
| Н            | 16 | Валдеїр           |    |     |
| Тренер:      |    |                   |    |     |
| Теле Сантана |    |                   |    |     |